# Urophora aprica
Urophora aprica
 es una especie de insecto díptero del género Urophora, familia Tephritidae. Se encuentra en Europa y Asia.
Fallen lo describió científicamente por primera vez en el año 1814.